# Jesús Gámez Duarte
Jesús Gámez Duarte (nascut el 10 d'abril de 1985 a Fuengirola) és un exfutbolista professional andalús que jugava com a lateral dret.
Va passar la major part de la seva carrera amb el Màlaga, va debutar amb el primer equip el 2005 i hi va fer 293 aparicions oficials. També va jugar dues temporades a Anglaterra amb el Newcastle United FC.